# 莫朗斯科蓬
莫朗斯科蓬（法語：Maurens-Scopont）是法国南部-比利牛斯大区 塔恩省的一个市镇，属于卡斯特尔区 屈图尔扎县。该市镇2009年时的人口 为187人。

## 人口
莫朗斯科蓬人口变化图示
| 数据来源：INSEE |